# Callopepla katima
Callopepla katima är en fjärilsart som beskrevs av William Schaus 1896. Callopepla katima ingår i släktet Callopepla och familjen björnspinnare. Inga underarter finns listade i Catalogue of Life.